# Frieda Belinfante

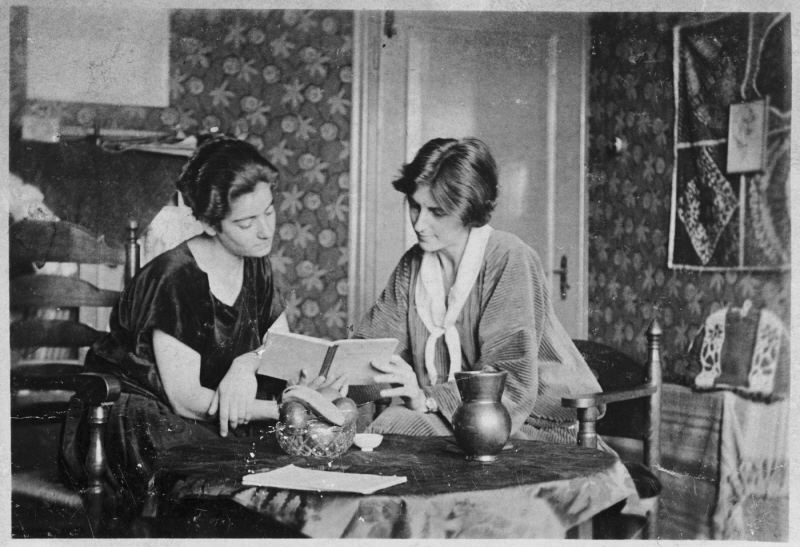
Frieda Belinfante (links) und Henriëtte Bosmans in den 1920er Jahren

Frieda Belinfante (* 10. Mai 1904 in Amsterdam; † 5. März 1995 in Santa Fe, New Mexico) war eine niederländisch-amerikanische Cellistin, Dirigentin und Widerstandskämpferin gegen den Nationalsozialismus. Als erste Frau in Europa war sie Dirigentin eines eigenen Orchesters.

## Leben

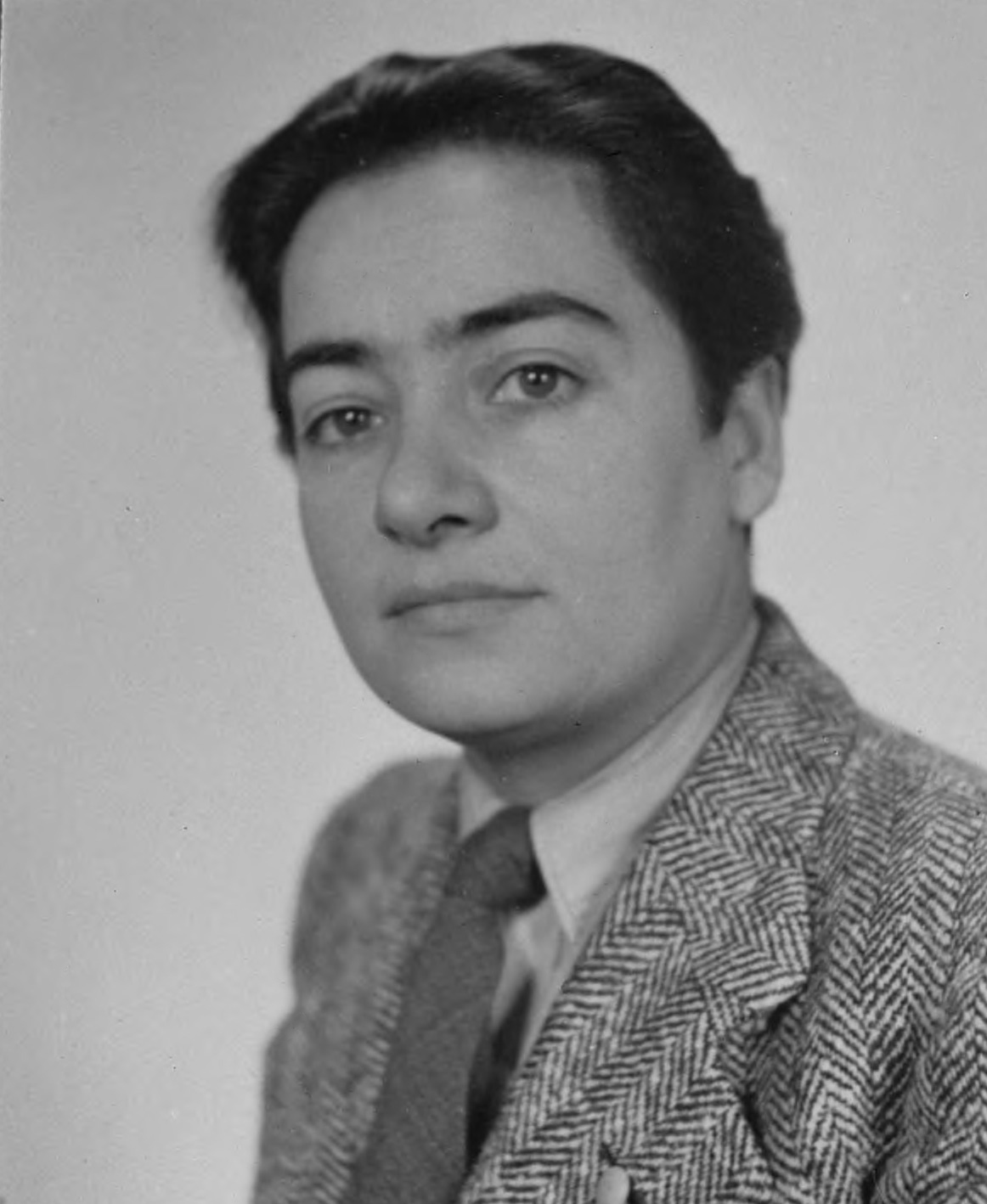
Belinfante (1943)

Belinfantes Vater Ary Belinfante war jüdisch und leitete eine Musikschule, ihre nicht-jüdische Mutter war Hausfrau. (Die deutsche Bedeutung des Nachnamens lautet schönes Kind.)
Ab ihrem zehnten Lebensjahr lernte Frieda Cello spielen. Später studierte sie am Conservatorium van Amsterdam und gab mit siebzehn Jahren ihr Debüt im Concertgebouw. Anschließend studierte sie bei Gérard Hekking in Paris.
Mit siebzehn Jahren lernte Belinfante die neun Jahre ältere Komponistin und Pianistin Henriëtte Bosmans kennen und war von 1922 bis 1929 mit ihr liiert. Bosmans widmete ihr zweites Cellokonzert Belinfante, die Uraufführung desselben fand am 10. Oktober 1923 mit Belinfante als Cellistin statt.
Ab 1924 war sie zwei Jahre lang als Cello-Solistin bei der Haarlemsche Orkester tätig, kündigte aufgrund schlechten Verdienstes und arbeitete stattdessen in Kino-Orchestern und gab Cellounterricht. In den 1930er Jahren wandte sie sich dem Dirigieren zu: Zunächst dirigierte sie ein Kinderorchester, dann den Frauenchor und das Sweelinck-Orchester der Universität von Amsterdam.
Schließlich gründete sie gemeinsam mit Frauen der Künstlervereinigung Kunst voor Allen (dt.: Kunst für alle), als erste weibliche Dirigentin in Europa, ihr eigenes Orchester. Dieses Kammerorchester trug den Namen Kleine Orkest und trat zum ersten Mal 1938 im Concertgebouw auf. Bei einem von Hermann Scherchen organisierten Dirigierwettbewerb in der Schweiz 1939 belegte Frieda Belinfante als einzige Frau im Wettbewerb den ersten Platz.
Mit Beginn der deutschen Besatzung der Niederlande durch die Wehrmacht 1940 begingen Belinfantes Bruder und dessen Frau Selbstmord. Frieda löste ihr Orchester auf, da sie einige jüdische Mitglieder des Orchesters nicht gefährden wollte. Nach der Zwangsgründung der an das Modell der deutschen NS-„Reichskulturkammer“ angelehnten niederländischen „Kulturkammer“ mussten alle holländischen Künstler eine sogenannte „Ariererklärung“ abgeben oder eine Ausnahmeregelung beantragen, um weiter als Musiker arbeiten zu können. Belinfante, die der NS-Rassenideologie zufolge als sogenannte „Halbjüdin“ eingestuft wurde, weigerte sich, diese Ausnahme zu beantragen, weil für sie diese Art der Menschenselektion nicht in Frage kam. Sie ging schließlich in den Widerstand. Um die jüdischen Mitglieder ihres Orchesters sowie ihre Freundinnen und Kolleginnen vor Repressalien seitens der Gestapo zu schützen, begann sie im Alleingang, Ausweisdokumente zu fälschen. Später händigte sie die Dokumente an einen erweiterten Kreis an Personen aus, die von der Gestapo gesucht wurden. Diesen Akt des Widerstands führte Belinfante wenig später mit einem Netzwerk aus Kunstschaffenden fort, darunter der niederländische Kunstmaler und Schriftsteller Willem Arondeus sowie der niederländische Bildhauer Gerrit van der Veen. Beide waren Mitglieder der Widerstandsgruppe Persoonsbewijzencentrale (PBC), welche von Gerrit van der Veen und Frans Duwaer gegründet wurde. Allein die PBC und ihr Team aus Grafikern, Druckern und Papierfachleuten produzierte rund 65.000 gefälschte Personaldokumente. Die gefälschten Pässe verfügten jedoch über eine falsche Identifikationsnummer, die gültigen Pässe hingegen waren durchnummeriert und ein Duplikat von jedem Dokument jeweils im Einwohnermeldeamt von Amsterdam hinterlegt. Würde ein gefälschter Ausweis von einem SS-Beamten entdeckt werden, wäre offenkundig, dass von einem Exemplar mehrere im Umlauf sind, da kein Duplikat zur gefälschten Identifikationsnummer im Einwohnermeldeamt vorläge. Als der Gruppe dies klar wurde, war die Idee geboren, die Duplikate im Einwohnermeldeamt zu vernichten, schildert Belinfante in einem Interview mit dem United States Holocaust Memorial Museum im Mai 1994. Obwohl Belinfante an der Planung des Anschlages auf das Einwohnermeldeamt Amsterdam im Herbst 1942 beteiligt war, wurde sie beim Anschlag selbst 1943 als Frau nicht geduldet.
Nach dem Attentat wurden die meisten Widerstandskämpfer verhaftet und hingerichtet. Frieda Belinfante tarnte sich mehrere Monate als Mann, um einer Verhaftung zu entgehen. Ende 1943 gelang es ihr, in die Schweiz zu fliehen und war dort in einem Flüchtlingslager untergebracht. Sie wurde aber wegen ihrer sexuellen Orientierung diskriminiert. Ab 1944 arbeitete sie mit Hermann Scherchen in Winterthur zusammen. Nach Kriegsende kehrte sie im Sommer 1945 in die Niederlande zurück, fühlte sich jedoch nicht mehr wohl und emigrierte 1947 in die USA.
In den USA unterrichtete sie zunächst Dirigieren und Cello an der University of California und arbeitete an Filmmusik für Hollywood-Filme. Ab Juli 1954 leitete sie als Dirigentin das Orange County Philharmonic Orchestra, das gerade neu gegründet worden war. Die Philharmonic Society of Orange County entschied 1961 allerdings, sich stattdessen auf Konzerte der Los Angeles Philharmonic zu spezialisieren und das hauseigene Orchester wurde vernachlässigt. Das Orchester wurde 1962 schließlich aufgelöst; Belinfante vermutete, dass ihre sexuelle Orientierung als lesbische Frau hierbei mit den Ausschlag gegeben haben dürfte. Sie zog nach Santa Fe in New Mexico und gab Privatunterricht.
Das 1978 gegründete Pacific Symphony Orchestra benannte ein Programm, bei dem das Orchester mit Grundschulen in Orange County zusammenarbeitet, nach ihr.
1994, rund ein Jahr vor ihrem Tod, interviewte Klaus Müller sie für die Oral History Collection des United States Holocaust Memorial Museum zu ihrem Leben. Der Dokumentarfilm ...But I Was a Girl: The Story of Frieda Belinfante, 1999 unter der Regie von Toni Boumans veröffentlicht, dokumentiert ihr Leben.
Frieda Belinfante starb 1995 an Krebs.

## Gedenken
Das Zentrum für Politische Schönheit verleiht verdienten Fördermitgliedern ihrem Namen zu Ehren eine Medaille.